# Беру ла Милотјер
Беру ла Милотјер (фр. Bérou-la-Mulotière) насеље је и општина у централној Француској у региону Центар (регион), у департману Ер и Лоар која припада префектури Дре.
По подацима из 2011. године у општини је живело 336 становника, а густина насељености је износила 25,45 становника/km². Општина се простире на површини од 13,2 km². Налази се на средњој надморској висини од 330 метара (максималној 182 m, а минималној 122 m).

## Демографија
| 1962. | 1968. | 1975. | 1982. | 1990. | 1999. | 2011. |
| ----- | ----- | ----- | ----- | ----- | ----- | ----- |
| 180   | 222   | 193   | 255   | 312   | 298   | 336   |

График промене броја становника у току последњих година